# ITGB3BP
ITGB3BP‏ (Integrin subunit beta 3 binding protein) هوَ بروتين يُشَفر بواسطة جين ITGB3BP في الإنسان.

## التفاعل
لقد ثبت أن ITGB3BP يتفاعل مع:
- كتلة التمايز 61[4][5]
- Cyclin A2[6]
- NFKB1[7]
- مستقبل ريتينويد أكس ألفا[8]
- مستقبل ريتينويد أكس غاما[9]
- THRA[9][8]